# Тарпони
Тарпоните (Megalops) са род актиноптери от семейство Megalopidae.
Тарпонът е описан за пръв път от Ашил Валансиен през 1847 година.

## Видове
- Megalops atlanticus – Атлантически тарпон
- Megalops cyprinoides – Индотихоокеански тарпон